# 陽光、綠野、攝影棚
《陽光、綠野、攝影棚》是1970年代中華電視台（華視）自製大型綜藝節目，1977年開播，播出將近四年，1980年8月23日停播。

## 歷代主持
- 第一代：高凌風（年份待考）
- 第二代：陳秀慧、高義泰（年份待考）
- 第三代：潘安邦、周丹薇、熊海靈（年份待考）
- 第四代：馬世莉（年份待考）

## 節目主題曲

### 高凌風時期主題曲
歌名：〈陽光、綠野、攝影棚〉

詞／詹森雄  曲／詹森雄  伴奏／華視大樂隊  演唱／高凌風
溫暖的陽光 照在大地上 綠野多幽靜 處處飄花香
綠樹隨風搖 碧波水流暢 白雲越過了 青翠的山崗
陽光之下 綠野之上 使你心情更開朗
攝影棚裡 燈光閃亮 高歌一曲烏雲散
原野好風光 盡情來徜徉 優美的旋律 盡情來欣賞
溫暖的陽光 照在大地上 綠野多幽靜 處處飄花香
綠樹隨風搖 碧波水流暢 白雲越過了 清脆的山崗
陽光之下 綠野之上 使你心情更開朗
攝影棚裡  燈光閃亮 高歌一曲烏雲散
原野好風光 盡情來徜徉 優美的旋律 盡情來欣賞
《陽光、綠野、攝影棚》

## 註譯
1. ↑  叮叮，〈「陽光綠野攝影棚」停擺有原因〉 （页面存档备份，存于），《電視綜合週刊》第226期（1980年8月11日出版）第120至123頁。「在華視將近四年的《陽光、綠野、攝影棚》終於在八月廿三日決定停擺的命運。……週六的《陽光、綠野、攝影棚》及週日的《花開並蒂》和《夕陽、采風、螢光幕》……這三個節目，長期以來都處於低盪狀態，而且不管就型態、風格而言都難脫過去綜藝窠臼，同時又無大牌坐陣，停播風聲早有耳聞。……《陽光、綠野、攝影棚》是目前華視僅存之內製綜藝節目，而其餘二個皆是外製。」

| 華視頻道 週六下午4：00～5：20 | 華視頻道 週六下午4：00～5：20         | 華視頻道 週六下午4：00～5：20 |
| ----------------------------- | ------------------------------------- | ----------------------------- |
|                               | 陽光、綠野、攝影棚 （1977年～1980年） |                               |
| 青春青春                      | 夕陽、采風、螢光幕                    |                               |